# Otley (West Yorkshire)
Otley – miasto i civil parish w Wielkiej Brytanii, w Anglii, w regionie Yorkshire and the Humber, w hrabstwie West Yorkshire, w dystrykcie metropolitalnym Leeds. W 2001 roku miasto liczyło 14 348 mieszkańców. W 2011 roku civil parish liczyła 13 668 mieszkańców.